# Социјалистички савез радног народа Југославије
Социјалистички савез радног народа Југославије (скраћено: ССРНЈ; мкд. Социјалистички сојуз на работниот народ на Југославија, словен. Socialistična zveza delovnega ljudstva Jugoslavije) био је масовна друштвено-политичка организација која је од 1945. до 1991. деловала у Социјалистичкој Федеративној Републици Југославији.
Настао је 5. августа 1945. под називом Народни фронт Југославије (НОФ), трансформацијом Јединственог народноослободилачког фронта (ЈНОФ), организације која је за време Народноослободилачког рата окупљала организације и појединце који су помагали Народноослободилачки покрет (НОП). На Четвртом конгресу, фебруара 1953. променио је назив у Социјалистички савез радног народа.
Као и остале друштвено-организације у СФР Југославији, налазио се под контролом и доминацијом Савеза комуниста Југославије. Био је састављен из шест републичких и две покрајинске организације, а на његовом челу налазио се најпре Савезни одбор, а потом Савезна конференција ССРН. Лист Борба био је од 9. јуна 1954. званични лист ССРН Југославије.
С радом је престао јануара 1990. након распада Савеза комуниста и увођења вишепартијског система. Неке његове републичке организације трансформисале су се у политичке партије социјалистичке оријентације, од којих је најпознатија Социјалистичка партија Србије (настала уједињењем СК Србије и ССРН Србије). Званично је угашен 16. јануара 1991. након формирања Савеза социјалистичких партија Југославије (ССПЈ), који су формирале наследнице републичких организација ССРН из Босне и Херцеговине, Македоније и Црне Горе.

## Историјат
Народни Фронт Југославије настао је на темељима политике народног фронта, коју је у Краљевини Југославији, непосредно пред Другог светског рата, започела тада илегална Комунистичка партија Југославије (КПЈ), окупљајући демократски и антифашистички расположене појединце и организације у циљу борбе против фашизације друштва и за одбрану демократских права, слободе и економских права грађана. Након окупације Југославије и почетка Народноослободилачке борбе, којом је од лета 1941. руководила КПЈ, створен је Јединствени народноослободилачки фронт (НОФ) који је био основна политика база окупљања група и појединаца у борби против окупатора и његових сарадника. Већ на самом почетку устанка добио је организационе облике стварањем одбора и организација Фронта на ослобођеним и неослобођеним територијама. У Словенији је на иницијативу Комунистичке партије Словеније још крајем априла 1941. створен Ослободилачки фронт (Освободилна фронта), који је представљао коалицију комуниста, хришћанских социјалиста, дела организације „Соко”  и још неких политичких група, које су још пре рата сарађивале са КП Словеније.
У току Народноослободилачки рата, масовну основу Народноослободилачког фронта чиниле су антифашистичке организације омладине и жена, које су брзо од локалних израсле у опште југословенске организације — Уједињеног савеза антифашистичке омладине и Антифашистичког фронта жена.

## Наследнице
Политичке партије настале трансформацијом републичких организација Социјалистичког савеза радног народа:
- Социјалистички савез радног народа Босне и Херцеговине трансформисао се јуна 1990. у Демократски социјалистички савез Босне и Херцеговине
- Социјалистички савез радног народа Македоније трансформисао се 22. септембра 1990. у Социјалистичку партију Македоније
- Социјалистички савез радног народа Словеније трансформисао се 9. јуна 1990. у Социјалистичку странку Словеније
- Социјалистички савез радног народа Србије ујединио се са Савезом комуниста Србије и 17. јула 1990. формирао Социјалистички партију Србије
- Социјалистички савез радног народа Хрватске трансформисао се 26. јуна 1990. у Социјалистичку странку Хрватске
- Социјалистички савез радног народа Црне Горе трансформисао се 1. августа 1990. у Демократски социјалистички савез Црне Горе, али је 31. октобра исте године променио назив у Социјалистички савез Црне Горе[3]

## Конгреси
- Први конгрес Јединственог народноослободилачког фронта Југославије — одржан у Београду од 5. до 7. августа 1945.[4]
- Други конгрес Народног фронта Југославије — одржан у Београду од 26. до 28. септембра 1947.[5]
- Трећи конгрес Народног фронта Југославије — одржан у Београду од 9. до 11. априла 1949.[6]
- Четврти конгрес Народног фронта Југославије — одржан у Београду од 22. до 25. фебруара 1953.[7]
- Пети конгрес Социјалистичког савеза радног народа Југославије — одржан у Београду од 18. до 22. априла 1960.[8]
- Шести конгрес Социјалистичког савеза радног народа Југославије — одржан у Београду од 7. до 10. јуна 1966.[9]

## Лидери организације
| Преглед руководећих личности Социјалистичког савеза радног народа Југославије | Преглед руководећих личности Социјалистичког савеза радног народа Југославије | Преглед руководећих личности Социјалистичког савеза радног народа Југославије              | Преглед руководећих личности Социјалистичког савеза радног народа Југославије              | Преглед руководећих личности Социјалистичког савеза радног народа Југославије | Преглед руководећих личности Социјалистичког савеза радног народа Југославије |
| број                                                                          | име и презиме                                                                 | назив функције                                                                             | назив функције                                                                             | напомена                                                                      |                                                                               |
| број                                                                          | име и презиме                                                                 | почетак мандата                                                                            | крај мандата                                                                               | напомена                                                                      |                                                                               |
| ----------------------------------------------------------------------------- | ----------------------------------------------------------------------------- | ------------------------------------------------------------------------------------------ | ------------------------------------------------------------------------------------------ | ----------------------------------------------------------------------------- | ----------------------------------------------------------------------------- |
| 1                                                                             | Јосип Броз Тито                                                               | Председник Народног фронта Југославије 1945—1953.                                          | Председник Народног фронта Југославије 1945—1953.                                          |                                                                               |                                                                               |
| 1                                                                             | Јосип Броз Тито                                                               | 5. август 1945.                                                                            | 28. септембар 1947.                                                                        |                                                                               |                                                                               |
| 1                                                                             | Јосип Броз Тито                                                               | 28. септембар 1947.                                                                        | 11. април 1949.                                                                            |                                                                               |                                                                               |
| 1                                                                             | Јосип Броз Тито                                                               | 11. април 1949.                                                                            | 25. фебруар 1953.                                                                          |                                                                               |                                                                               |
| 1                                                                             | Јосип Броз Тито                                                               | Председник Савезног одбора Социјалистичког савеза радног народа Југославије 1953—1967.     |                                                                                            |                                                                               |                                                                               |
| 1                                                                             | Јосип Броз Тито                                                               | 25. фебруар 1953.                                                                          | 22. април 1960.                                                                            |                                                                               |                                                                               |
| 1                                                                             | Јосип Броз Тито                                                               | 22. април 1960.                                                                            | 28. јун 1963.                                                                              |                                                                               |                                                                               |
| 2                                                                             | Лазар Колишевски                                                              | 28. јун 1963.                                                                              | 10. јун 1966.                                                                              |                                                                               |                                                                               |
| 2                                                                             | Лазар Колишевски                                                              | 10. јун 1966.                                                                              | 30. јун 1967.                                                                              |                                                                               |                                                                               |
| 3                                                                             | Ратко Дугоњић                                                                 | Председник Савезне конференције Социјалистичког савеза радног народа Југославије1967—1991. | Председник Савезне конференције Социјалистичког савеза радног народа Југославије1967—1991. |                                                                               |                                                                               |
| 3                                                                             | Ратко Дугоњић                                                                 | 30. јун 1967.                                                                              | 14. јул 1969.                                                                              |                                                                               |                                                                               |
| 4                                                                             | Вељко Милатовић                                                               | 14. јул 1969.                                                                              | 15. јун 1974.                                                                              |                                                                               |                                                                               |
| 5                                                                             | Душан Петровић Шане                                                           | 15. јун 1974.                                                                              | 21. јула 1977.                                                                             | преминуо                                                                      |                                                                               |
| 6                                                                             | Тодо Куртовић                                                                 | 26. мај 1978.                                                                              | 21. март 1980.                                                                             |                                                                               |                                                                               |
| 6                                                                             | Тодо Куртовић                                                                 | 21. март 1980.                                                                             | 27. мај 1981.                                                                              |                                                                               |                                                                               |
| 7                                                                             | Кољ Широка                                                                    | 27. мај 1981.                                                                              | 24. мај 1982.                                                                              |                                                                               |                                                                               |
| 8                                                                             | Марин Цетинић                                                                 | 24. мај 1982.                                                                              | 23. мај 1983.                                                                              |                                                                               |                                                                               |
| 9                                                                             | Јован Дејановић                                                               | 23. мај 1983.                                                                              | 24. мај 1984.                                                                              |                                                                               |                                                                               |
| 10                                                                            | Марјан Рожич                                                                  | 24. мај 1984.                                                                              | 24. мај 1985.                                                                              |                                                                               |                                                                               |
| 11                                                                            | Александар Грличков                                                           | 24. мај 1985.                                                                              | 23. мај 1986.                                                                              |                                                                               |                                                                               |
| 12                                                                            | Ненад Бућин                                                                   | 23. мај 1986.                                                                              | 20. мај 1987.                                                                              |                                                                               |                                                                               |
| 13                                                                            | Милојко Друловић                                                              | 20. мај 1987.                                                                              | 23. мај 1988.                                                                              |                                                                               |                                                                               |
| 14                                                                            | Божидар Чолаковић                                                             | 23. мај 1988.                                                                              | 23. мај 1989.                                                                              |                                                                               |                                                                               |
| 15                                                                            | Јелена Милојевић                                                              | 23. мај 1989.                                                                              | 24. април 1990.                                                                            |                                                                               |                                                                               |
| 16                                                                            | Јосип Хорватин                                                                | 24. април 1990.                                                                            | 28. јун 1990.                                                                              | поднео оставку                                                                |                                                                               |
| 17                                                                            | Војислав Мићовић                                                              | 3. јул 1990.                                                                               | 16. јануар 1991.                                                                           | вршилац дужности                                                              |                                                                               |